# マイルズ M.20
マイルズ M.20
マイルズ M.20
- 用途：軽戦闘機
- 設計者：Walter G. Capley
- 製造者：マイルズ・エアクラフト
- 運用者：イギリス空軍（予定）、艦隊航空隊（予定）
- 初飛行：1940年9月15日
- 生産数：2機

マイルズ M.20（Miles M.20）は、1940年にイギリスのマイルズ・エアクラフト社が開発した第二次世界大戦時の戦闘機である。爆撃により生産を阻害されるであろうイギリス空軍のスーパーマリン スピットファイアとホーカー ハリケーンの代替となる簡素で生産の容易な「緊急戦闘機」として設計された。ドイツ空軍の爆撃に対して生産施設を分散することによりスピットファイア機とハリケーン機の工場が受けた被害は甚大なものとはならず、M.20の必要性は薄れて計画はキャンセルされた。

## 設計と開発
バトル・オブ・ブリテンの期間にイギリス空軍は、潜在的な戦闘機不足に直面した。ドイツ空軍の脅威にさらされて航空省は、要求仕様F.19/40に合致するM.20の設計をマイルズ社に依頼した。9週間と2日後に試作初号機が進空した。
生産時間短縮のためにM.20は全木製とされ、多くの部品を以前のマイルズ マスター練習機から流用していた。油圧装置は装備しておらず、降着装置はフェアリング付きの固定式であった。エンジンはパワーエッグ型ロールス・ロイス マーリン XXをそのまま使用し、同じくマーリンエンジンを搭載するアブロ ランカスターやブリストル ボーファイターと似ていた。パイロットの視界改善のために水滴型風防を採用したが、M.20はこれを採用した最初の戦闘機の中の1機であった。

## テストと評価
B-クラス シリアルナンバーの「U-9」をつけた試作初号機は、1940年9月15日に初飛行し、その後に要求仕様F.19/40の試作機段階にもかかわらず軍用機シリアルナンバー 「AX834」をつけて航空機・兵装実験機関（A & AEE）でテストされた。武装はハリケーン機と同様に8丁の.303 ブローニング機関銃を装備していた。M.20の試作機はハリケーン機よりも優速、生産型のスピットファイア機よりは低速であったが、装弾数は多く、航続距離は両機よりも長かった。イギリス上空の戦いでドイツ空軍が阻止されスピットファイア機とハリケーン機の増産が軌道に乗ると新たな生産ラインが必要で機体に発展性がないM.20への要望は消え、量産に入ることなく設計は放棄された。試作初号機はウッドレイで廃棄処分にされた。
「U-0228」後に「DR616」のシリアルナンバーをつけた試作2号機は、アレスティング・フックとカタパルト射出ポイントを備えた艦隊航空隊の艦載機を求めた要求仕様 N.1/41に応じた機体として製作された。1941年4月8日に初飛行したこの型は、CAMシップからカタパルトで射出することが可能であったが、CAMシップが飛行甲板を備えていなかったので任務終了後は不時着水することになり、このため降着装置は投棄可能となっていた。旧式のハリケーン機がこの任務に充てられたことでM.20は不要となり、結局この艦載型も廃棄処分とされた。
岡部いさくはマイルズ M.20が量産されなかったことについて「飛行機として駄目な機体だったわけではないが必要な局面が限られすぎていた」と評している。

## 要目 (M.20/4)
出典: The British Fighter since 1912
諸元
- 乗員: 1
- 全長: 9.35 m （30 ft 8 in）
- 全高: 3.81 m （12 ft 6 in）
- 翼幅: 10.54 m（34 ft 7 in）
- 翼面積: 21.74 m2 （234 ft2）
- 空虚重量: 2,685 kg （5,908 lb）
- 最大離陸重量: 3,629 kg （8,000 lb）
- 動力: ロールス・ロイス マーリン XX 液冷 V型12気筒エンジン、940 kW （1,260 hp）   × 1

性能
- 最大速度: 536 km/h （290 knots） 333 mph
- 航続距離: 1,481 km （800 nmi） 920 mi
- 実用上昇限度: 10,000 m （32,800 ft）
- 上昇率: 6,100 m （20,000 ft まで9分36秒）

武装
- 固定武装: 8 × .303 inch ブローニング機関銃